# Tranvia Lucca-Ponte a Moriano
La tranvia Lucca-Ponte a Moriano era una linea tranviaria a vapore in parte urbana e in parte extraurbana che collegava Ponte a Moriano e i suoi opifici tessili alla città e alla stazione ferroviaria di Lucca; l'impianto venne dismesso nel 1932.

## Storia

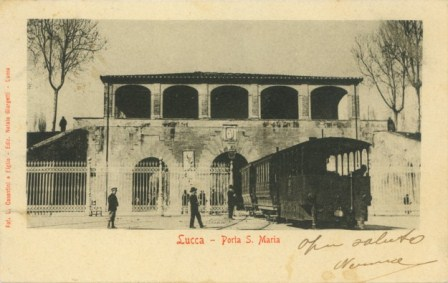
Convoglio tranviario a Lucca, in una classica cartolina di inizio Novecento

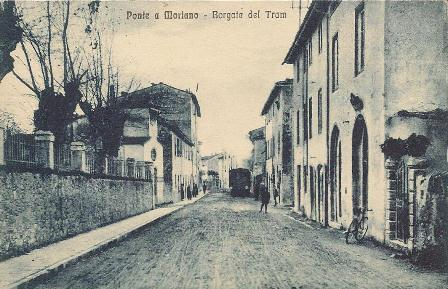
Ponte a Moriano - Tram a vapore (cartolina d'epoca).

Il progetto della breve linea tranviaria interurbana nacque per iniziativa dell'imprenditore genovese Emanuele Balestreri; questi era emigrato in America e, fatta fortuna, era rientrato nella sua terra investendo i suoi capitali in uno iutificio. Rendendosi conto della necessità di trasporti efficienti per lo sviluppo dell'industria, Balestreri si fece promotore del progetto di costruzione di una linea ferrata tra Ponte a Moriano, ove aveva sede la sua impresa, e Lucca con l'intento di raggiungerne la stazione ferroviaria. Fu allo scopo rilevata la concessione rilasciata nel 1881 per la costruzione di una tranvia per Bagni di Lucca, la cui richiesta era stata inizialmente avanzata dall'ing. Augusto Masetti, già noto per la costruzione della tranvia Milano-Magenta.
Ottenuta la concessione nel 1883 che estese il servizio anche al trasporto di persone, il 9 settembre dello stesso anno venne inaugurato con grandi festeggiamenti il tratto fino a Lucca, in prossimità della porta Santa Maria, esercitato con locomotive tranviarie a due assi a vapore trainanti alcuni rimorchi.
Per raggiungere la stazione ferroviaria si dovette tuttavia vincere le resistenze di chi si opponeva all'apertura di un passaggio per il tram attraverso le antiche mura della città che si frapponevano sul percorso verso la stazione. Ottenuto il parere positivo del consiglio comunale nel giugno del 1884, l'impresa di Balestreri, che assicurava l'esercizio con il nome di Tranvia Lucchese (TL), realizzò il percorso cittadino vero e proprio attraverso via dei Borghi, via dei Bacchettoni e il passaggio per la Sortita Cairoli, come veniva chiamata la breve galleria sotto le mura, fino a raggiungere il piazzale della stazione ferroviaria di Lucca. Quest'ultimo tratto, dal 1907, si ritrovò nelle adiacenze del binario a scartamento metrico della tranvia Lucca-Monsummano.
L'inaugurazione della parallela tratta ferroviaria Lucca-Ponte a Moriano, primo tratto della ferrovia Aulla-Lucca (FAL), comportò per le Tranvie Lucchesi un periodo di instabilità amministrativa a causa di una serie di contenziosi sorti con il Comune di Lucca e legati all'articolazione della concessione da parte della Provincia, che nel 1893 subentrò allo Stato quale ente responsabile della ex strada nazionale 39.
Nel 1899 la Società Emanuele Balestreri & C., nuova ragione sociale dello iutificio, a causa di problemi tecnici, ed economici fu posta in liquidazione. Balestreri morì pochi mesi dopo. Si costituì dunque a Genova, nel 1900, la società Manifattura Italiana di Juta che rilevò le attività presenti a Ponte a Moriano ivi compreso l'esercizio della tranvia.
Complesse vicende legate all'atmosfera politica dell'epoca ed al mutato assetto legislativo riguardante le concessioni degli impianti ferrotranviari portarono la manifattura, non più interessata all'esercizio della tranvia, a cedere la proprietà della stessa al Consorzio Trasporti Pubblici (CTS), con sede a Roma, il 1º gennaio 1924.
L'ultimo periodo di esistenza della tranvia vide una curiosa vicenda relativa a proprietà e concessionaria: il 19 maggio 1931 il CTS cedette l'impianto ad un industriale della zona, signor Luigi Barsotti, che aveva l'intenzione di sfruttare la concessione per avviare un servizio automobilistico. Tuttavia la concessione stessa fu affidata alla società Lazzi e Govigli di Pistoia, che continuò ad esercire la linea fino al 30 giugno 1932.

## Caratteristiche
|  |  |  | Continuation backward |

|  | Unknown route-map component "uexKBHFa" |  | Station on track |  |

|  | Unknown route-map component "uexABZgl" | Unknown route-map component "uexABZq+lr" | Unknown route-map component "emABZgr" |  |

|  | Unused straight waterway | Unknown route-map component "uexKDSTe" | Straight track |  |

|  | Unknown route-map component "uexHST" |  | Straight track |  |

|  | Unknown route-map component "uexHST" |  | Straight track |  |

|  | Unknown route-map component "uexHST" |  | Straight track |  |

|  | Unknown route-map component "uexHST" |  | Straight track |  |

|  | Unknown route-map component "uexBHF" |  | Station on track |  |

|  | Unknown route-map component "uexHST" |  | Straight track |  |

|  | Unknown route-map component "uexHST" |  | Straight track |  |

|  | Unknown route-map component "uexSBRÜCKE" |  | Straight track |  |

| Unknown route-map component "uexKBHFaq" | Unknown route-map component "uexABZgr" |  | Straight track |  |

|  | Unknown route-map component "uexHST" |  | Straight track |  |

|  | Unknown route-map component "uexTUNNEL1" |  | Straight track |  |

| Unknown route-map component "uexCONTgq" | Unknown route-map component "uexKRZ" | Unused transverse waterway | Unknown route-map component "emKRZ" | Unknown route-map component "uexCONTfq" |

|  | Unknown route-map component "uexKBHFe" |  | Straight track |  |

| Unknown route-map component "CONTgq" | Station on transverse track | Transverse track | Unknown route-map component "ABZqr" | Unknown route-map component "CONTfq" |

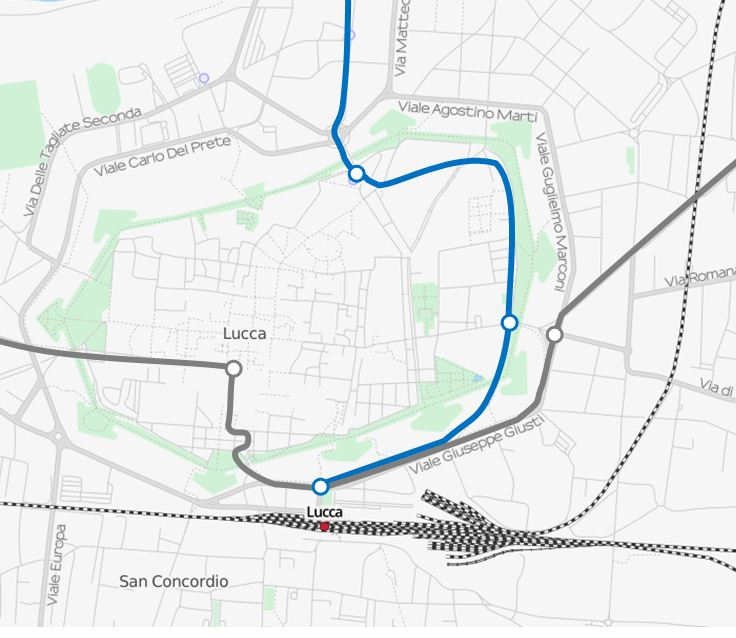
Percorso urbano della Lucca-Ponte a Moriano

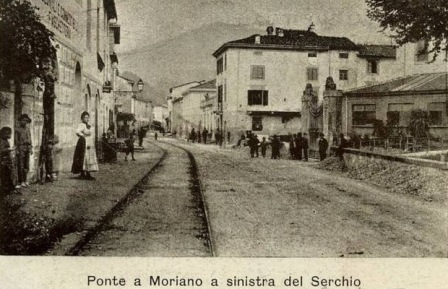
Ponte a Moriano, binari tranviari nel centro del paese (cartolina d'epoca).

La lunghezza complessiva della linea raggiunse i 10,645 km, che si sviluppavano per la quasi totalità in sede promiscua. La pendenza massima, che caratterizzava brevi livellette, era del 21,4 per mille; le curve erano concentrate nel tratto urbano di Lucca.

### Percorso
Con capolinea situato di fronte al fabbricato della stazione ferroviaria, nelle adiacenze della porta San Pietro, il binario a scartamento ordinario della tranvia proseguiva verso est per poi immettersi nella cosiddetta sortita Cairoli, una galleria realizzata all'interno delle mura cittadine fra i baluardi La Libertà e San Regolo. Costeggiata poi la cinta muraria, il binario usciva dalla stessa attraverso porta Santa Maria. Qui era presente un capolinea dotato di piattaforma girevole destinato alle corse limitate all'esterno della cinta muraria.
Da qui, il binario impegnava la strada nazionale 39 per 7,208 km. La rimessa tranviaria si trovava a Ponte a Moriano, ed all'interno della stessa originava il raccordo per lo iutificio, a sua volta collegato con la stazione ferroviaria per mezzo di un apposito binario.
Un secondo binario merci, non collegato alla rete ferroviaria nazionale, era presente a Lucca fino al 1902, ormai inutilizzato in conseguenza della costruzione della ferrovia verso la Garfagnana gestita dalla società Ferrovia Lucca Aulla (FAL).

## Materiale rotabile
Per l'esercizio vennero inizialmente acquistate 2 locomotive tranviarie a due assi realizzate nel 1883 dalla Cerimedo & C. e battezzate n. 1 India e n. 2 Vittoria. Ad esse si aggiunse nel 1884 la n. 3 Adele.
Una quarta locomotiva, battezzata n. 4 Lucca, realizzata da Henschel nel 1895, fu acquisita usata a cura Manifattura Italiana Juta dalla Società Anonima dei Tramways di Torino.
Per i servizi passeggeri erano disponibili 10 carrozze a due assi, cui si aggiungeva un imprecisato numero di carri merci.

### Materiale motore - prospetto di sintesi
| Unità        | Anno di acquisizione | Costruttore   | N. costruzione | Potenza | Note                                                                          |
| ------------ | -------------------- | ------------- | -------------- | ------- | ----------------------------------------------------------------------------- |
| 1 - India    | 1883                 | Cerimedo & C. | 272            | 73 kW   | Alcune fonti riportano il n. di costruzione 277                               |
| 2 - Vittoria | 1883                 | Cerimedo & C. | 309            | 51 kW   |                                                                               |
| 3 - Adele    | 1884                 | Cerimedo & C. | 310            | 51 kW   |                                                                               |
| 4 - Lucca    | 1895                 | Henschel      | 1126           |         | Non ceduta al CTS, rimase presso la Manifattura Italiana di Juta fino al 1954 |